# Hernando de Alarcón
Hernando de Alarcón (Trujillo, 1500 — Alta Califórnia, 1541) foi um navegador espanhol do século XVI, conhecido por liderar uma das primeiras expedições à península da Baixa Califórnia, em coordenação com a de Francisco Vásquez de Coronado, por via terrestre, e por penetrar no baixo Colorado, indo talvez, além da atual divisa Califórnia-Arizona.

## Biografia
Pouco se sabe sobre a vida de Alarcón, fora de sua expedição à Nova Espanha. Sabe-se que zarpou em 9 de maio de 1540, com ordens do vice-rei espanhol Antonio de Mendoza para aguardar em certa altura da costa a chegada de uma expedição por terra sob o comando de Coronado. O encontro com Coronado não ocorreu, embora Alarcón tivesse chegado ao local indicado e deixado cartas, encontradas logo a seguir por Melchor Díaz, outro explorador.
Alarcón navegou para a parte superior do Golfo da Califórnia e completou a exploração iniciada pelo explorador espanhol Francisco de Ulloa no ano anterior. Durante esta viagem, Alarcón provou, para sua satisfação, que não existia nenhuma passagem aberta por água entre o Golfo e o Mar do Sul. Posteriormente, em 26 de setembro, entrou no rio Colorado, que chamou de Buena Guia. Foi o primeiro europeu a subir o rio por uma distância considerável, o suficiente para fazer observações importantes. Em uma segunda viagem, provavelmente foi além da atual Yuma, no Arizona. Um mapa desenhado por um dos pilotos de Alarcón é a mais antiga representação exata e detalhada do Golfo da Califórnia e do curso inferior do rio Colorado.
Alarcón é quase um caso único entre os conquistadores, no que diz respeito ao tratamento humano dispensado aos indígenas, totalmente oposto ao comportamento comum na época. Bernard de Voto, em seu Westward the Course of Empire (1953), observou: “os indígenas tiveram uma experiência, que nunca se repetiria: ficaram tristes ao verem aqueles homens brancos partirem”.
Alarcón escreveu sobre o seu contato com os Quechan ao longo do rio Colorado. As informações que compilou consistem em suas práticas de guerra, religião, cura e até mesmo costumes sexuais.